# Anabarilius
Anabarilius là một chi cá trong họ cá chép Cyprinidae, phần lớn chúng có ở Trung Quốc. Trong chi này có loài (A. macrolepis) đã tuyệt chủng

## Các loài
- Anabarilius alburnops (Regan, 1914)
- Anabarilius andersoni (Regan, 1904)
- Anabarilius brevianalis W. Zhou & G. H. Cui, 1992
- Anabarilius duoyiheensis W. X. Li, W. N. Mao & Zong-Min Lu, 2002
- Anabarilius goldenlineus W. X. Li & A. L. Chen, 1995
- Anabarilius grahami (Regan, 1908)
- Anabarilius liui (H. W. Chang, 1944)
  - Anabarilius liui chenghaiensis J. C. He, 1984
  - Anabarilius liui liui (H. W. Chang, 1944)
  - Anabarilius liui yalongensis Cao Li & Z. M. Chen, 2003
  - Anabarilius liui yiliangensis J. C. He & Z. H. Liu, 1983
- Anabarilius longicaudatus Y. R. Chen, 1986
- Anabarilius macrolepis P. L. Yih & C. K. Wu, 1964
- Anabarilius maculatus Y. R. Chen & X. L. Chu, 1980
- Anabarilius paucirastellus P. Q. Yue & J. C. He, 1988
- Anabarilius polylepis (Regan, 1904)
- Anabarilius qiluensis Y. R. Chen & X. L. Chu, 1980
- Anabarilius qionghaiensis Y. R. Chen, 1986
- Anabarilius songmingensis Y. R. Chen & X. L. Chu, 1980
- Anabarilius transmontanus (Nichols, 1925)
- Anabarilius xundianensis J. C. He, 1984
- Anabarilius yangzonensis Y. R. Chen & X. L. Chu, 1980